# Cossano Canavese
Cossano Canavese is een gemeente in de Italiaanse provincie Turijn (regio Piëmont) en telt 552 inwoners (31-12-2004). De oppervlakte bedraagt 3,3 km², de bevolkingsdichtheid is 167 inwoners per km².

## Demografie
Cossano Canavese telt ongeveer 252 huishoudens. Het aantal inwoners steeg in de periode 1991-2001 met 4,2% volgens cijfers uit de tienjaarlijkse volkstellingen van ISTAT.
| Jaar | Inwoneraantal |
| ---- | ------------- |
| 1991 | 528           |
| 2001 | 550           |

## Geografie
Cossano Canavese grenst aan de volgende gemeenten: Caravino, Settimo Rottaro, Borgo d'Ale (VC) en Borgomasino.

## Galerij

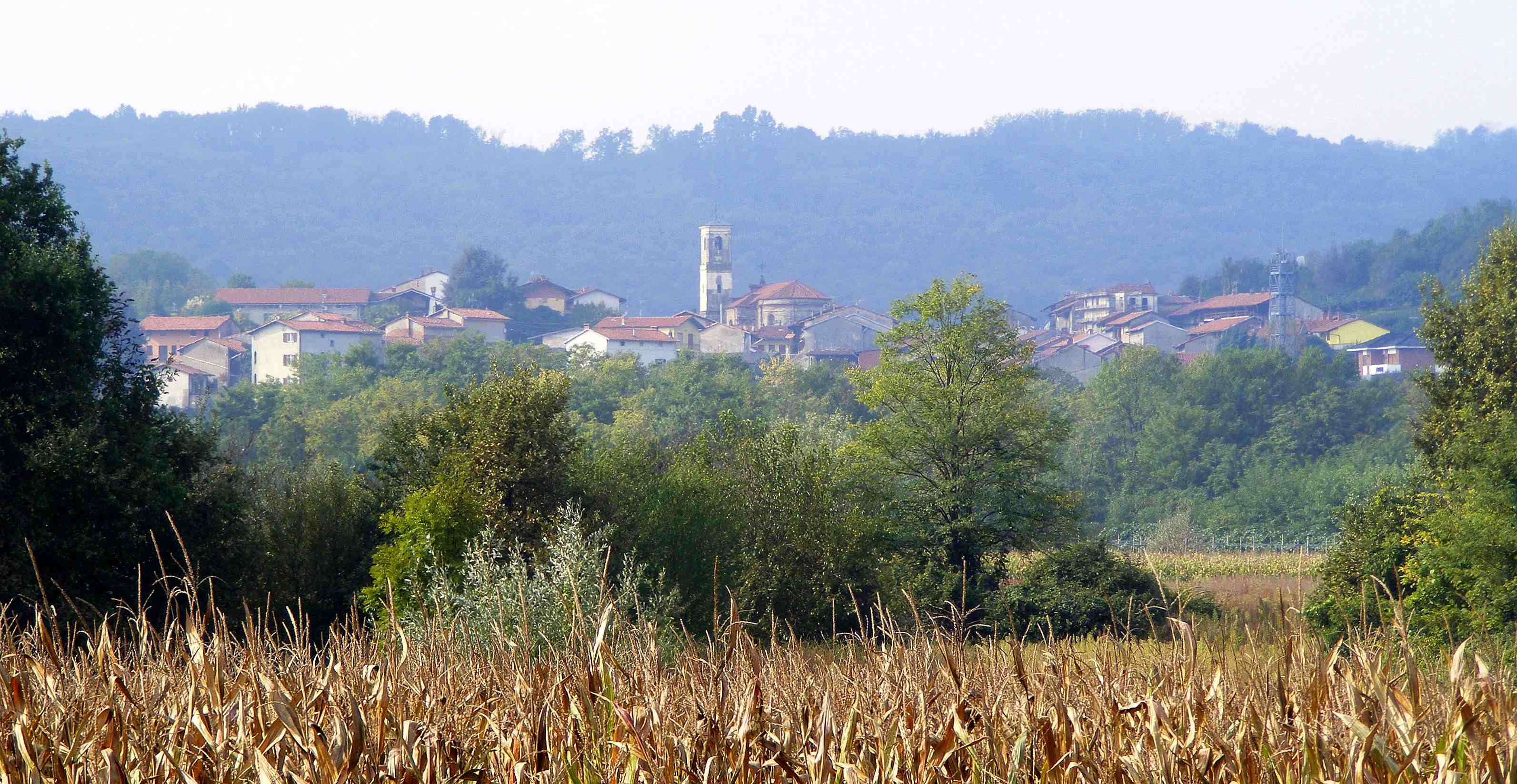
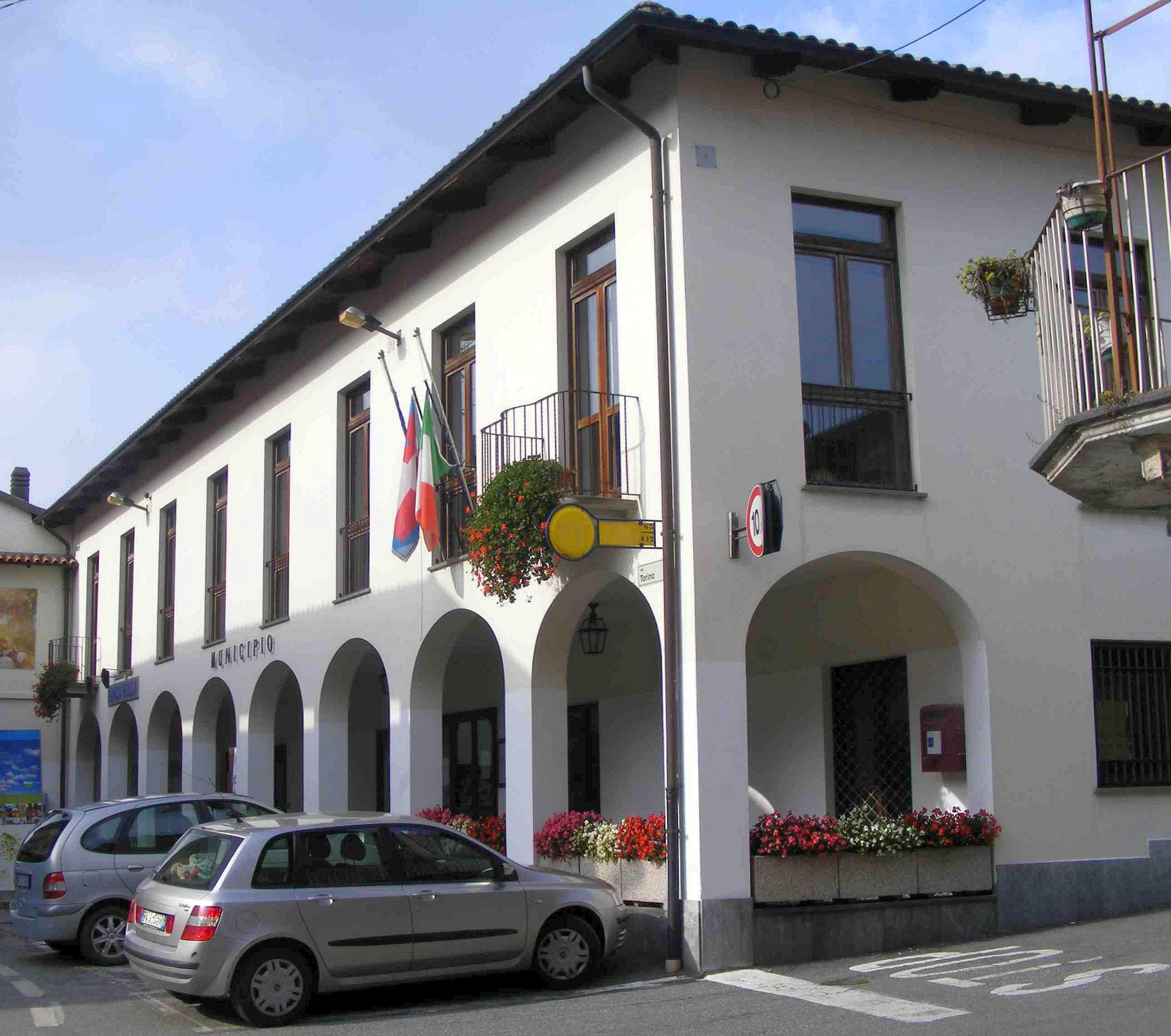
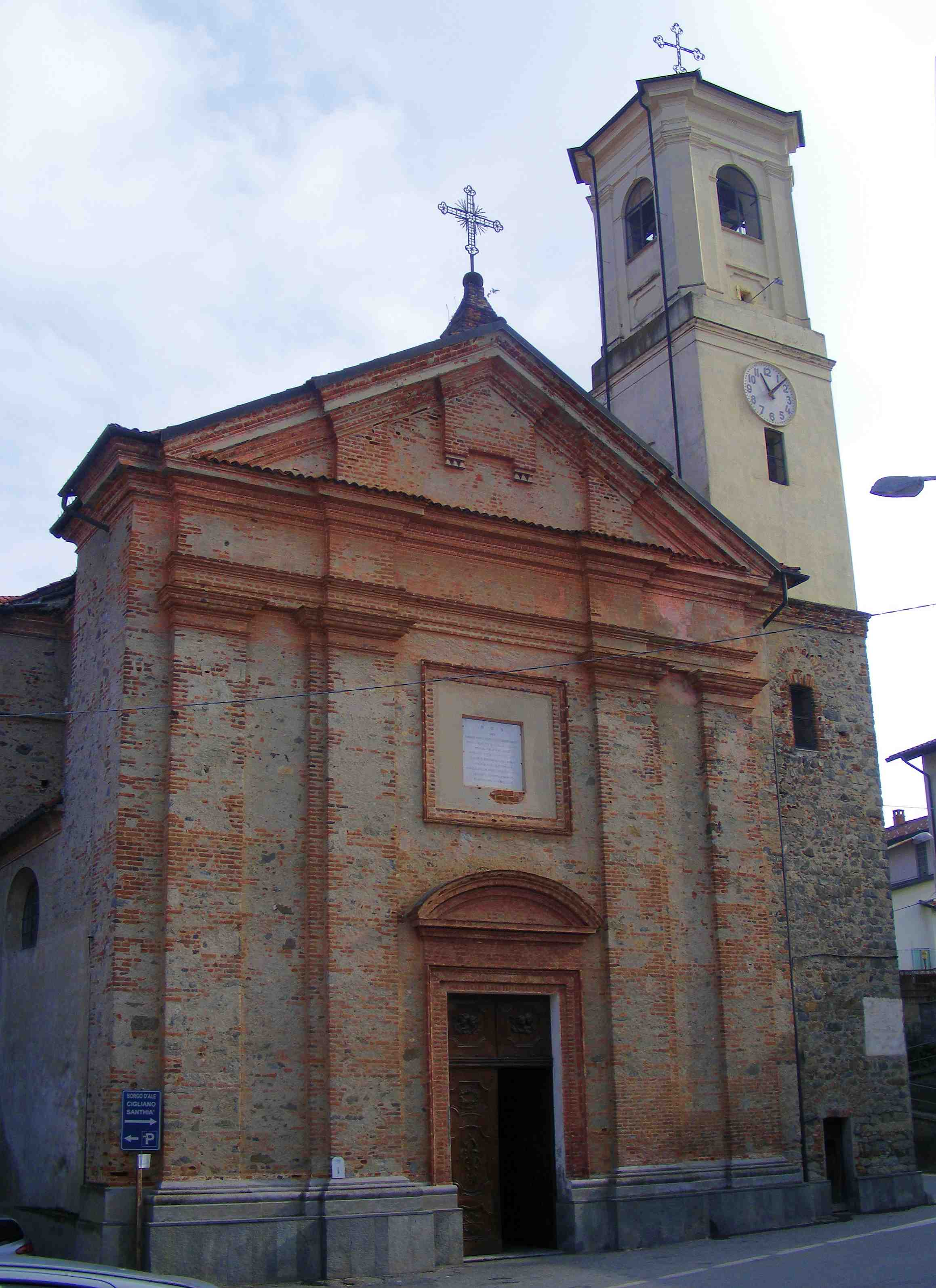

1. ↑  https://demo.istat.it/?l=it.